# Tramway de Samara
Le tramway de Samara est le réseau de tramway de la ville de Samara, en Russie. Il comporte vingt-trois lignes. Il a été mis en service en 1915.

## Réseau actuel

### Aperçu général
Un plan des lignes de tram et de métro est disponible sur le site internet de l'exploitant. 

### Matériel roulant
Le réseau a commandé huit rames BKM-62103 du constructeur biélorusse Belkommunmash, les rames sont réceptionnées et mises en service en 2013.  Le nouvel écartement des rails de 1 524 mm et l'abaissement de la garde au sol entraineraient une économie d'énergie de 40 %.